# Savills
Savills plc. ist ein britisches Immobiliendienstleistungsunternehmen mit Hauptsitz und Börsennotierung in London. Das Unternehmen wurde 1855 gegründet und verfügt heute über mehr als 700 Büros und Partnerbüros in Amerika, Europa, Afrika, im asiatisch-pazifischen Raum sowie im Nahen Osten.
In Deutschland ist Savills mit mehr als 450 Mitarbeitenden in sieben Büros an den wichtigsten Immobilienstandorten präsent.
Das Unternehmen ist an der Londoner Börse gelistet und Teil des FTSE 250 Index.

## Geschichte
Das Unternehmen wurde 1855 von Alfred Savill (1829–1905) als „Savill and Son“ in London gegründet. Nach seinem Tod im Jahr 1905 führten seine Söhne Alfred, Edwin und Norman das Unternehmen als Partner fort. In den 1920er Jahren zog die Firma nach Lincoln’s Inn Fields. In den 1950ern fusionierte das Unternehmen mit Rees-Reynold und Hunt, Rating-Gutachtern und Fachberatern für Gewerbeimmobilieninvestitionen. In den 1960ern wurde der Firmensitz nach 63 Lincoln’s Inn Fields verlegt. Das Unternehmen wurde in den 1970er Jahren in Savills umbenannt. 58 Partner operierten in 15 Niederlassungen in England und Wales. Ebenfalls erfolgt der Markteintritt in Deutschland. Savills wird 1988 an der Londoner Börse notiert und in Savills plc umgewandelt.
Savills fusionierte 1997 mit First Pacific Davies Limited und wurde zu FPD Savills. Ein Jahr später erwarb das Unternehmen eine Mehrheitsbeteiligung an den spanischen, deutschen und französischen Unternehmen, die zuvor unter Weatherall Green & Smith firmierten. Im Jahr 2000 wurde Savills in den Mittelwerteindex FTSE 250 aufgenommen. Savills erwarb im gleichen Jahr First Pacific Davies Limited und 50 % der Anteile an Korean Asset Advisors und BHP Korea, Hamilton Osborne King wird in Irland übernommen und Hepher Dixon, ein Büro für Fachplanung und städtische Erneuerung, wurde erworben.
In den Jahren 2011–2013 expandiert Savills IM durch die Akquisition der IPAM GmbH in Deutschland. Ebenfalls verstärkt Savills die Teams in London durch die Akquisition von Gresham Down (Investmentberater), der London Planning Practice (Planungsspezialisten) und Thomas Davidson (Einzelhandelsberater) und Aufbau von Property Management-Teams in Singapur und Schweden.
Savills erweitert zwischen 2014 und 2016 seine US-Präsenz durch die Übernahme des Mietervertretungsspezialisten Studley Inc. mit einem Netzwerk von 25 Niederlassungen in den USA und baut seine Präsenz durch die Eröffnung eines Büros in Indonesien aus.
Im Jahr 2017 übernahm Savills das spanische Beratungsunternehmen Aguirre Newman S. A. mit Hauptsitz in Madrid und verstärkt durch die Übernahme von Cluttons regionalem Netzwerk seine Präsenz im Nahen Osten. In Bangalore, Mumbai, Delhi NCR sowie Chennai eröffnet Savills im Jahr 2019 weitere Büros. In den Jahren 2020 und 2021 erwarb Savills das Property- und Facility Management-Unternehmen OMEGA Immobilien Management GmbH in Deutschland sowie Macro und T3 Advisors in Nordamerika. Savills Investment Management schloss eine strategische Investitionsallianz mit Samsung Life, dem führenden Lebensversicherer in seinem Heimatmarkt Korea.
Savills in Deutschland ist in folgenden Bereichen aktiv:
- Agency
- Corporate Finance & Portfolio Investment
- ESG Services
- Facility Management
- Global Occupier Services
- Investment
- Landlord Services
- Operational Capital Markets
- Property Management
- Research
- Serviced Offices | Workthere
- Valuation
- Workplace Consulting | BRICKBYTE Part of the Savills Group

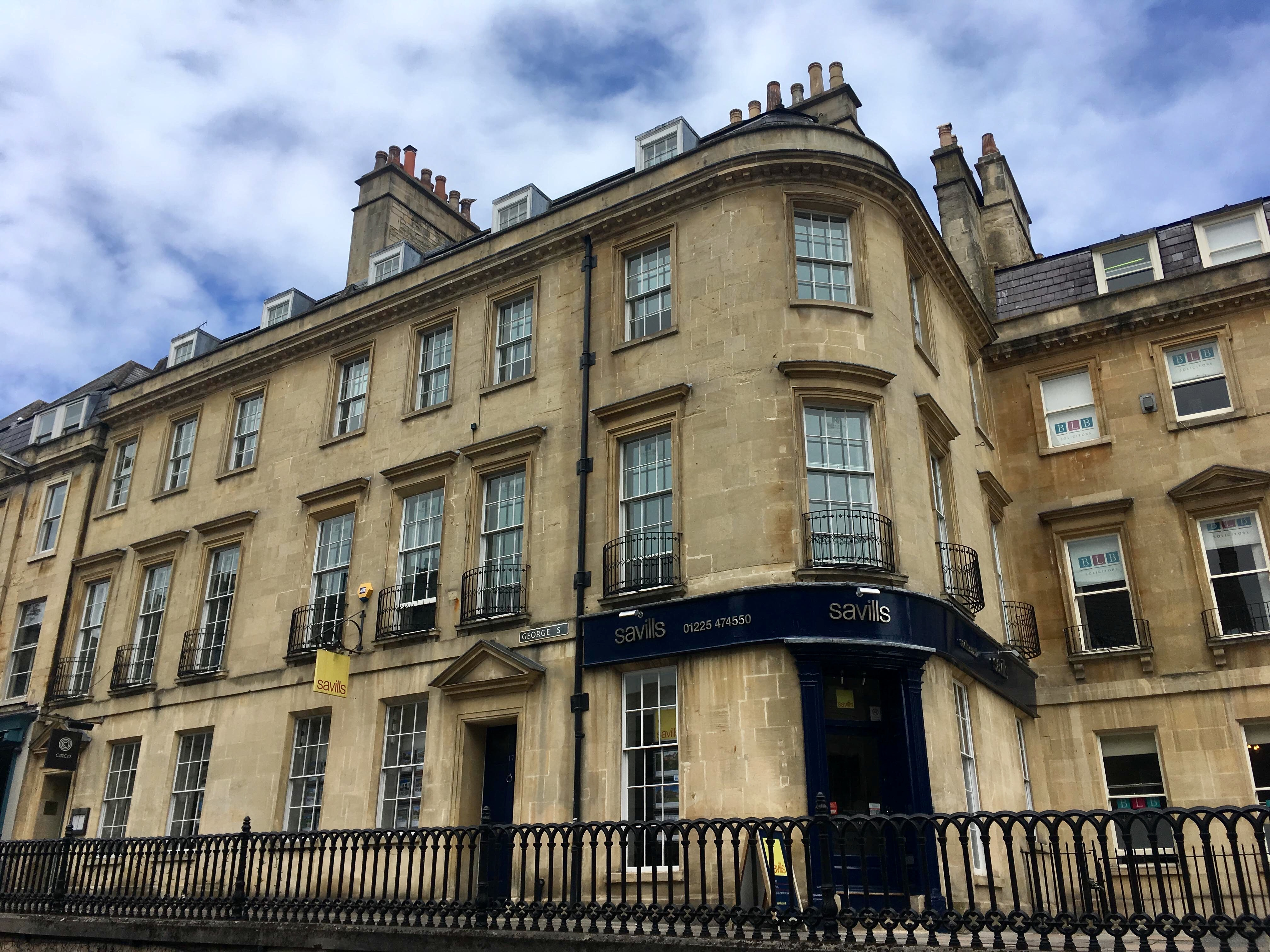
Niederlassung von Savills in Bath